# Трещина (фильм, 1996)
«Трещина» (хинди दरार, Daraar) — индийский триллер, снятый режиссёрами Аббасом-Мастаном и вышедший в прокат 5 июля 1996 года. Главные роли исполнили Риши Капур, Джухи Чавла и Арбааз Кхан. «Трещина» является дебютом Кхана, за которую он получил награду Filmfare Award за лучшее исполнение отрицательной роли. Сюжет заимствован с Голливудского фильма с Джулией Робертс «В постели с врагом».

## Сюжет
Викрам — чересчур агрессивный и ревнивый муж. Он не может контролировать свой гнев и ярость, постоянно избивая свою жену Прию. Однажды на яхте во время празднования дня рождения Прии начинается шторм. Воспользовавшись случаем, женщина прыгает в воду. Викраму не удается её спасти. Он думает, что она утонула. Но Прия, оставшись в живых, сбегает в Шимлу. Там она встречает новую любовь в лице Раджа Мальхотры. Но через некоторое время её прошлое дает о себе знать…

## Роли
| Актёр        | Роль                         |
| ------------ | ---------------------------- |
| Риши Капур   | Радж Мальхотра               |
| Джухи Чавла  | Прия Бхатия                  |
| Арбааз Кхан  | Викрам                       |
| Сушма Сетх   | миссис Мальхотра, мать Раджа |
| Джонни Левер | Хари                         |
| Сулабха Арья | Нирмала Бхатия, мать Прии    |

## Саундтрек
Вся музыка написана Ану Маликом.
| №  | Название                | Исполнители                  | Длительность |
| -- | ----------------------- | ---------------------------- | ------------ |
| 1. | «Aisi Mili Nigahen»     | Кумар Сану, Алка Ягник       | 7:37         |
| 2. | «Deewana Deewana»       | Абхиджит, Садхана Саргам     | 6:44         |
| 3. | «Ek Ladki Mera Naam»    | Удит Нараян, Алка Ягник      | 7:20         |
| 4. | «Tera Chand Chehra»     | Кумар Сану, Алка Ягник       | 6:18         |
| 5. | «Tuhe Meri Manzil»      | Кумар Сану, Алка Ягник       | 7:35         |
| 6. | «Main Hi Main»          | Шанкар Махадеван, Алка Ягник | 6:52         |
| 7. | «Yeh Pyar Pyar Kya Hai» | Абхиджит, Кавита Кришнамурти | 7:24         |